# Symphonie diagonale
Symphonie diagonale ist der französische Titel des stummen deutschen Experimentalfilms Diagonal-Symphonie, den der schwedischstämmige Maler und Filmemacher Viking Eggeling 1924 in Berlin fertiggestellt hat.
Eggeling beschäftigte sich ab den 1910er-Jahren mit der Integration dynamischer Prozesse in seine bildnerischen Arbeiten. Nach zahlreichen Studien und Rollenbildern wandte er sich ab 1920 dem Film zu.

## Handlung
Zu Beginn sieht man eine Kippfigur, die größtenteils aus rechten Winkeln besteht, allmählich immer größer werden. Dann kommen kurze gerade Linien und Kurven hinzu, die aus dem vorhandenen Entwurf sprießen. Die Figur verschwindet und der Vorgang beginnt von Neuem mit einem neuen Muster. Jeder Zyklus dauert etwa eine oder zwei Sekunden.
Alle  Figuren sind in einem ungewissen Art-déco-Stil gezeichnet und erinnern an alle möglichen Dinge: das können ein Ohr, eine Harfe, Panflöten, ein Flügel mit Posaunen usw. sein, nur eben in höchstem Maße abstrahiert. Die Stimmung ist verspielt und hat etwas Hypnotisches.

## Hintergrund
Seit 1918 arbeitete Eggeling mit Hans Richter an dem unvollendet gebliebenen Filmprojekt „Horizontal-Vertikales Orchester“, das er aber 1922 zugunsten seiner „Diagonal-Symphonie“ aufgab. Der deutsch-französische Schriftsteller Ivan Goll half ihm bei den Vorbereitungen dazu, bei der Animation seiner Vorlagen assistierte ihm Erna Niemeyer, die damals am Bauhaus in Weimar studierte.
Der Film, der unter Eggelings Leitung in den Trickfilmateliers der Universum Film AG UFA entstand, besteht aus Einzelbildaufnahmen von Figuren, die Eggeling aus Papier bzw. Stanniol geschnitten und mit deren Aufnahme er im Sommer 1923 begonnen hatte. Hierbei benutzte er selbstentworfene Bilder als Vorlagen, die er mit schwarzem Papier abdeckte und langsam freilegte, indem er das Papier verschob oder Figuren ins Papier schnitt.
Am 5. November 1924 wurde der 149 Meter lange, bei 18 BpS rund sieben Minuten dauernde Film erstmals in einer Privatvorstellung im Berliner Gloria-Palast vor Freunden gezeigt; am 21. April lag er der Reichsfilmzensur vor.
Der Öffentlichkeit wurde er am 3. Mai 1925, 16 Tage vor Eggelings Tod, in Berlin im Rahmen der von der Künstler-Vereinigung Novembergruppe und der UFA veranstalteten Matinee „Der absolute Film“ im UFA-Palast am Kurfürstendamm präsentiert.

## Rezeption
Der Film wurde besprochen von Paul F. Schmidt in Das Kunstblatt und von B.G. Kawan im Film-Kurier 1924.
Weitere Aufsätze dazu erschienen von Adolf Behne in Die Welt am Abend und Willi Wolfradt in Das Kunstblatt 1925.
Der Bauhauslehrer Ludwig Hilberseimer schrieb in den Sozialistischen Monatsheften am 10. August 1925 über Eggeling:

„Die Abwandlungsmöglichkeit eines Formthemas führte ihn konsequenterweise zum Film. Denn der Film gab das Mittel, eine thematische Abwandlung elementar zu entwickeln. So ist es ihm nach jahrelanger mühevoller, der Analyse der Kunstmittel gewidmeter Arbeit gelungen, als Synthese seines Schaffens einige Filme zu produzieren und damit das Zeitmoment, den Formablauf für die bildende Kunst zu realisieren, die Bewegung als Realität in die bildende Kunst einzuführen.“

Und Rudolf Kurtz schrieb 1926 in seinem Buch »Expressionismus und Film« :

„Eggeling wendet sich an das universelle geistige Verhalten ; was er zum Ausdruck bringen will, ist die innere Bewegung der Menschen in seiner einfachsten Form und mit Mitteln, die von allen abenteuerlichen und sentimentalen Erinnerungen Abstand nehmen und nur als einfaches, scharf präzisiertes Da-Sein wirken wollen, in dem Formteile zu anderen Formteilen in ein dynamisches Verhältnis treten.“

## Film und Musik
„Der Kurzfilm stellt eher eine visuelle denn eine musikalische ‘Symphonie’ dar, eine Kakophonie aus geometrische Figuren, die nacheinander erscheinen wie Themen und Motive in einem Musikstück. Allen Figuren gemeinsam ist, daß sie entweder ungefähr 30 Grad positiv oder negativ zur Horizontalen orientiert sind.“
Eggeling hatte, ganz auf die klanglich-rhythmische Wirkung seiner Bildmontage vertrauend, 1925 auf eine Begleitmusik zu „Diagonal-Symphonie“ verzichtet.
Hinsichtlich des Ablaufs der Formen orientierte sich Eggeling an kompositorischen Prinzipien. Das Gegenspiel der Figuren wurde als Kontrapunkt verstanden, ihre Abfolge und Veränderungen in der Zeit als Rhythmus. Eggeling ging von der Vorstellung einer universell gültigen abstrakten Formensprache aus und verwendete eine Handvoll Grundmuster, die im Laufe des Kurzfilms erweitert und variiert werden.
Aufgrund seiner musikalischen Zeiteinteilung sowie seiner auf Hell-Dunkel-Kontrasten und Richtungsveränderungen aufbauenden linearen Formdramatik aus Kurven, Linien, Harfen und Dreiecken übte Eggelings Werk großen Einfluss auf andere zeitgenössische Künstler, z. B. auf László Moholy-Nagy oder Walther Ruttmann aus.
Nach einer These des schwedischen Filmwissenschaftlers Gösta Werner handelte es sich bei der “Diagonal-Symphonie” lediglich um ein Fragment, nämlich um den ersten Satz einer Filmsymphonie, die von Eggeling auf vier Sätze ausgelegt gewesen sei.
Die österreichische Komponistin Olga Neuwirth schrieb 2006 eine Musik zu Viking Eggelings Stummfilm.